# Salem (Oregon)
Salem – miasto w zachodniej części Stanów Zjednoczonych, nad rzeką Willamette, stolica stanu Oregon.
Nazwa Salem pochodzi od semickiego słowa (salam (سلام) i hebrajskiego shalom (שָׁלוֹם), co znaczy pokój. Vern Miller Civic Center, w którym mieszczą się urzędy miejskie i biblioteka, ma przestrzeń publiczną Peace Plaza, co nawiązuje do nazwy miasta. Salem jest również uważane za oryginalną nazwę Jerozolimy, wymienione w Księdze Rodzaju 14:18.
40 km na wschód od miasta znajduje się Park stanowy Silver Falls, największy park stanowy w Oregonie z licznymi wodospadami.

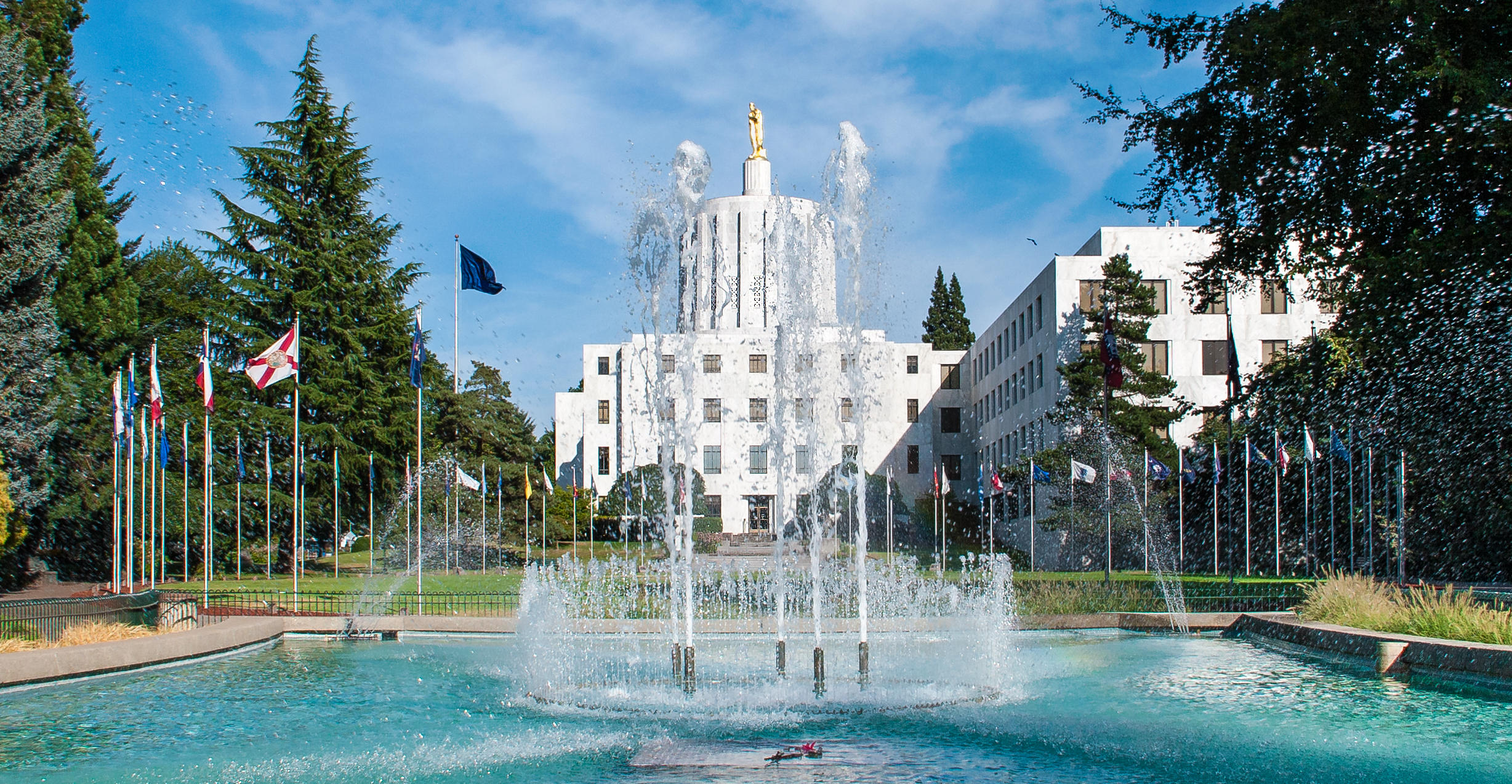
Kapitol stanu Oregon w Salem.

## Historia
Pierwsi ludzie pochodzenia europejskiego przybyli w 1812 roku, byli to głównie traperzy dla firm handlu futrami w Astoria w stanie Oregon.
Pierwszą stałą osadą była Jason Lee, misja Metodystów w 1840 roku, znajdującej się w północnej części Salem, znanej jako Wheatland. W 1842 roku, misjonarze założyli Oregon Institute (poprzednik Willamette University) w miejscu które stało się początkiem Salem. W 1844 roku, misja została rozwiązana i powstało miasteczko.
W 1857 roku Salem uzyskało prawa miejskie, a dwa lata później zostało stolicą nowo utworzonego stanu. 

## Gospodarka
Dolina Willamette w której znajduje się Salem, uważana jest za jeden z najbardziej urodzajnych regionów w kraju. Miasto służy jako ośrodek dla lokalnych społeczności rolniczych i jest głównym ośrodkiem przetwórstwa rolno-spożywczego.
Administracja stanowa jest największym pracodawcą w Salem, ale by zdywersyfikować swoją bazę ekonomiczną, Salem przyciągnęło w latach 90. wiele zakładów produkcyjnych związanych z komputerami. Największym prywatnym pracodawcą w Salem jest szpital Salem zatrudniający ponad 2700 pracowników. Inni wielcy pracodawcy to  indiańskie kasyno Spirit Mountain Casino, oraz centrum telefoniczne T-Mobile.

## Demografia

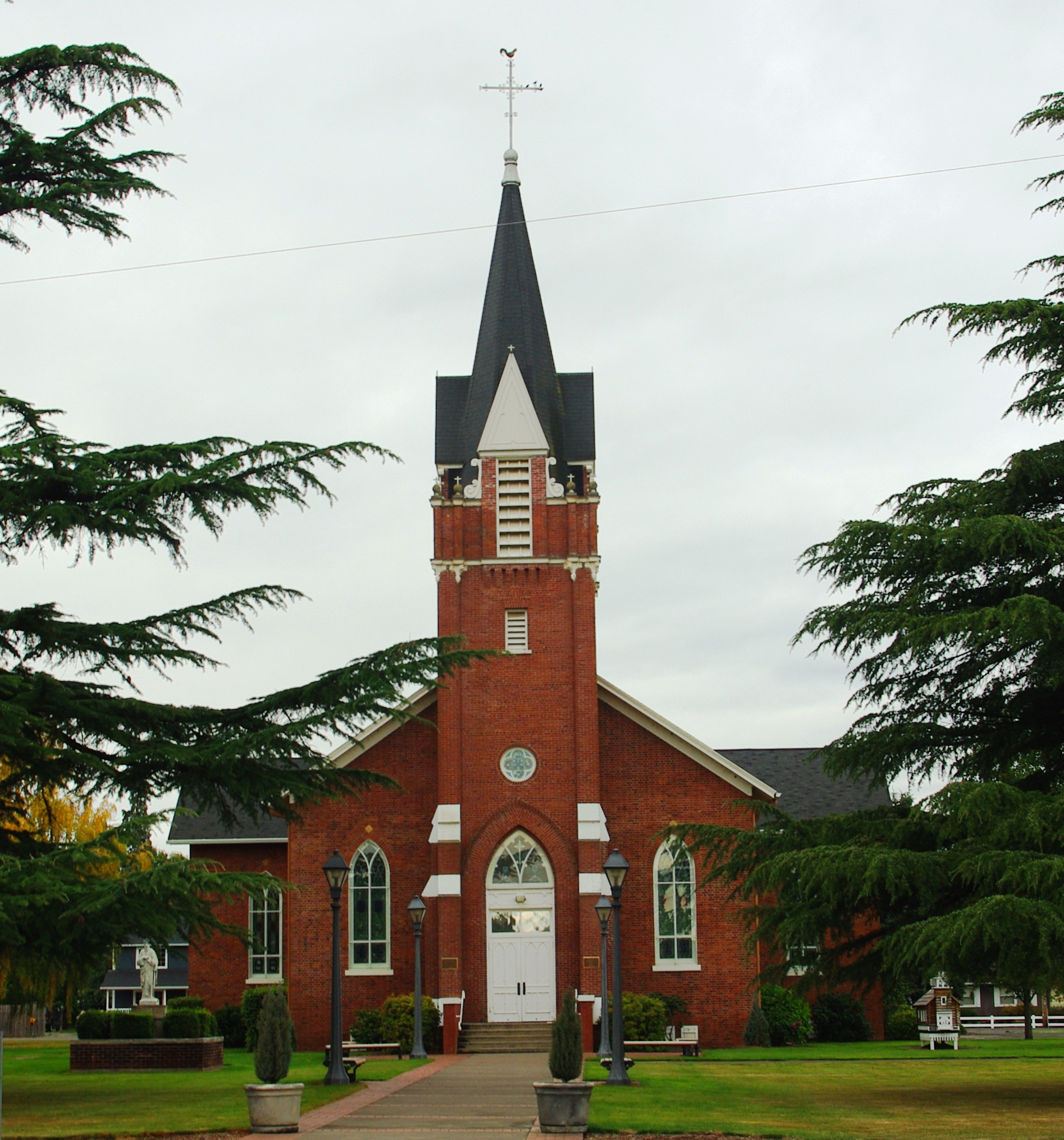
Kościół rzymskokatolicki św. Pawła (1846) na przedmieściu St. Paul jest najstarszym ceglanym budynkiem na północno-zachodnim wybrzeżu Pacyfiku.

Według danych z 2019 roku 78,5% mieszkańców stanowili Biali (65,3% nie licząc Latynosów), 7,5% deklarowało przynależność do dwóch lub więcej ras, 3,4% to Azjaci, 1,1% to Czarni lub Afroamerykanie, 0,7% to rdzenna ludność Ameryki i 0,6% to Hawajczycy i osoby pochodzące z innych wysp Pacyfiku. Latynosi stanowili 23,6% ludności miasta.
Do największych grup należą osoby pochodzenia meksykańskiego (20,0%), niemieckiego (16,6%), angielskiego (10,0%), irlandzkiego (9,7%), europejskiego (6,0%), „amerykańskiego” (3,7%), norweskiego (3,3%), włoskiego (3,2%), szkockiego lub szkocko–irlandzkiego (3,2%) i francuskiego (2,7%).

## Religia
W 2010 roku największymi grupami religijnymi w aglomeracji były:
- Kościół katolicki – 65 129 członków w 17 kościołach
- Kościoły ewangelikalne (głównie zielonoświątkowcy i uświęceniowcy) – 55 139 członków
- Kościół Jezusa Chrystusa Świętych w Dniach Ostatnich (mormoni) – 14 849 wyznawców w 36 świątyniach
- protestanci głównego nurtu – 14 924 członków

## Miasta partnerskie
- Selam, Indie
- Symferopol, Ukraina
- Kawagoe, Japonia
- Kimhae, Korea Południowa